# Gulper jegulja
Gulper jegulja (Eurypharynx pelecanoides), vrsta ribe zrakoperke poznata po tome što ima jedan od najbizarnijih oblika u svijetu riba. Veoma se rijetko viđa, a poznata je samo po primjercima koje su uhvatili ribari.

## Opis
Gulper jegulja nije jegulja nego pripada redu Saccopharyngiformes. Živi u svim oceanima na dubinama od 500 do preko 7600 metara, najčešće od 1200 – 1400 m. Naraste maksimalno 100 cm, a karakteriziraju je ogromna usta s rastezljivim spremnikom (vrečicom) za lovinu ispod donje čeljusti, nalik pelikanovoj, po čemu i dobiva ime. 
Plijen koji lovi, jer je izbor malen, nekad je i veći od nje, a kada ga proguta pohranjuje ga u spomenutoj vrečici. Tijelo joj je tanko i izduženo a završšava svijetlećim organom kojim mami plijen.